# هدفیلد ۱۴۱۴۳
سیارک ۱۴۱۴۳ (به انگلیسی: 14143 Hadfield، نامگذاری:1998SQ18) چهارده هزار و صد و چهل و سومین سیارک کشف شده‌است که در ۱۸ سپتامبر ۱۹۹۸ کشف شد.
قدر مطلق سیارک برابر ۱۶.۲ است.